# Кім Ран Мі
Кім Ран Мі (нар. 13 лютого 1989) — північнокорейська борчиня вільного стилю, срібна призерка чемпіонату Азії.

## Життєпис
Боротьбою почала займатися з 2005 року.
У 2011 році на чемпіонаті Азії в Ташкенті здобула срібну нагороду, поступившись у фіналі японській борчині Ітьо Каорі.
2016 року намагалась пробитись на Літні Олімпійські ігри 2016 року в Ріо-де-Жанейро через кваліфікаційний турнір, але посіла лише третє місце і не потрапила на Олімпіаду.
Виступала за спортивний клуб «Амрокан» Пхеньян. Тренер — Кім Ун Йон.

## Спортивні результати на міжнародних змаганнях

### Виступи на Чемпіонатах світу
| Змагання                        | Збірна         | Вагова категорія          | Місце |
| ------------------------------- | -------------- | ------------------------- | ----- |
| Чемпіонат світу з боротьби 2011 | Північна Корея | жіноча боротьба, до 63 кг | 5     |

### Виступи на Чемпіонатах Азії
| Змагання                       | Збірна         | Вагова категорія          | Місце  |
| ------------------------------ | -------------- | ------------------------- | ------ |
| Чемпіонат Азії з боротьби 2010 | Північна Корея | жіноча боротьба, до 63 кг | 10     |
| Чемпіонат Азії з боротьби 2011 | Північна Корея | жіноча боротьба, до 63 кг | Срібло |

### Виступи на Азійських іграх
| Змагання           | Збірна         | Вагова категорія          | Місце |
| ------------------ | -------------- | ------------------------- | ----- |
| Азійські ігри 2014 | Північна Корея | жіноча боротьба, до 63 кг | 10    |

### Виступи на інших змаганнях
| Змагання                                                     | Збірна         | Вагова категорія          | Місце  |
| ------------------------------------------------------------ | -------------- | ------------------------- | ------ |
| Відкритий кубок Монголії з боротьби 2012                     | Північна Корея | жіноча боротьба, до 63 кг | Бронза |
| Олімпійський кваліфікаційний турнір з боротьби 2016 (Астана) | Північна Корея | жіноча боротьба, до 63 кг | Бронза |